# Du Yun
Du Yun (chinois traditionnel: 杜韻, chinois simplifié: 杜韵, née le 18 juin 1977 à Shanghai) est une musicienne, chanteuse et interprète sino-américaine. Elle a remporté en 2017 le prix Pulitzer de musique pour son opéra Angel's Bone (en).